# Kaie Kellough
Kaie Kellough, né en 1975 à Vancouver, est un écrivain et interprète sonore canadien,.

## Biographie
Kaie Kellough est né en 1975 à Vancouver, a grandi à Calgary et vit à Montréal depuis 1998,.
Il publie son premier recueil de poésie, Lettricity, en 2004 chez Cumulus Press. Lettricity se déroule et est inspiré par Montréal, influence qu'on retrouve dans l'écriture de Kellough. Son second recueil, Maple leaf rag, parait en 2010 chez ARP Books. En 2019, son troisième recueil, Magnetic equator, parait chez McClelland & Stewart, et lui vaut le prix Griffin en poésie. Il a également été finaliste pour le prix A.-M.-Klein et pour le prix Carte Blanche 3Macs,. Magnetic Equator « parle de la migration d'une famille de l'Amérique du Sud jusqu'au Canada », et de l'expérience de Kellough qui a grandi à Calgary et à Vancouver.
En 2016, Kellough fait paraitre son premier roman, Accordéon, chez ARP books, qui « a pour toile de fond la crise étudiante de 2012, était inspiré des romans expérimentaux québécois des années 1960, 1970 ». Il a été finaliste pour le prix du premier roman Amazon.ca.
Aussi novelliste, Kellough publie Dominoes at the crossroads chez Esplanade Books/Véhicule Press en 2020, qui est acclamé par la critique. Il remporte le prix de la Quebec Writer's Association, en plus d'être finaliste au Grand Prix du Livre de Montréal, au Danuta Gleed Award for Short Fiction et au prix Giller,,,.
Sa traduction française par Madeleine Stratford, Petits maronnages, qui parait en 2021 chez les éditions du Boréal, est finaliste aux prix littéraires du Gouverneur général. Dominoes at the crossroads « s’engouffre dans les interstices de l’histoire officielle pour tirer de l’oubli des figures marquantes des diasporas caribéenne et africaine », Kellough y « révèle des pans obscurs de notre histoire, trace un portrait lucide de notre présent et cartographie notre avenir de manière inédite »,.
Kellough a également publié dans plusieurs revues littéraires, périodiques et journaux, dont Filling Station, Matrix, Kola, Free Fall, le Globe and Mail et The Gazette .
Il a également écrit et produit une émission de radio à CKUT. Il a travaillé sur deux albums de spoken word Vox:Versus en 2011 et Creole Continuum en 2014. Il est également membre du collectif Kalmunity Vibe Collective, et a dirigé un ouvrage collectif Talking book : blues, jazz, dub, rap, song and freedom in the literature and orature of Montréal's kalmunity vibe collective, paru chez Cumulus Press en 2006,. Il a lu ses textes sur plusieurs scènes au Canada et collabore souvent avec le musicien Jason Sharp.
On retrouve dans l'écriture de Kellough les thèmes de la migration, du racisme, de l'identité, de l'histoire et du déracinement.

## Œuvres

### Poésie
- Lettricity, Montréal, Cumulus Press, 2004, 109 p.  (ISBN 0973349913)
- Maple leaf rag, Winnipeg, ARP Books (Arbeiter Ring Publishing), 2010  (ISBN 978-1-894037-42-6)
- Magnetic equator, Toronto, McClelland & Stewart, 2019, 103 p.  (ISBN 9780771043116)

### Nouvelles
- Kaie Kellough (trad. Madeleine Stratford), Dominoes at the crossroads [« Petits marronnages »], Montréal, Esplanade Books/Véhicule Press; Éditions du Boréal (trad), 2020; 2021 (trad), 211; 187 (trad) (ISBN 9781550655315 et 9782764626627)
- Dominoes at the crossroads, Montréal, Québec, Esplanade Books; Véhicule Press, 2020, 211 p.  (ISBN 9781550655315)

### Roman
- Accordéon, Winnipeg, ARP Books (Arbeiter Ring Publishing), 2016  (ISBN 9781894037839)

### Ouvrage collectif
- Talking book : blues, jazz, dub, rap, song and freedom in the literature and orature of Montréal's kalmunity vibe collective, sous la direction de Kaie Kellough, Montréal, Cumulus Press, 2006, 239 p.  (ISBN 978-0-9733499-9-3)

### Anthologie
- The Black Prairie Archives An Anthology, sous la direction de Karina Vernon, Waterloo, Wilfrid Laurier University Press, 594 p.  (ISBN 9781771123747)

### Albums
- Vox:Versus, BONGOBEAT, 2011
- Creole Continuum, Howl!, 2014

## Prix et honneurs
- 2017 - Finaliste : Prix du premier roman Amazon.ca pour Accordéon[6]
- 2018 - Finaliste : Carte Blanche 3Macs Award pour Magnetic Equator[4]
- 2019 - Finaliste : Prix A.-M.-Klein pour Magnetic Equator[5]
- 2020 - Récipiendaire : Griffin Poetry Prize pour Magnetic Equator[3]
- 2020 - Récipiendaire : Prix de la QWF pour Dominoes at the crossroads[8]
- 2020 - Finaliste : Grand Prix du Livre de Montréal pour Dominoes at the crossroads[9]
- 2020- Finaliste : Prix Giller pour Dominoes at the crossroads[10]
- 2021- Finaliste : Danuta Gleed Award for Short Fiction pour Dominoes at the crossroads[7]
- 2021- Finaliste : ReLit Award for Short Fiction 2021 pour Dominoes at the crossroads
- 2021- Finaliste : Prix littéraires du Gouverneur général pour Petits marronnages[12]